# Schickert-Werk Rhumspringe

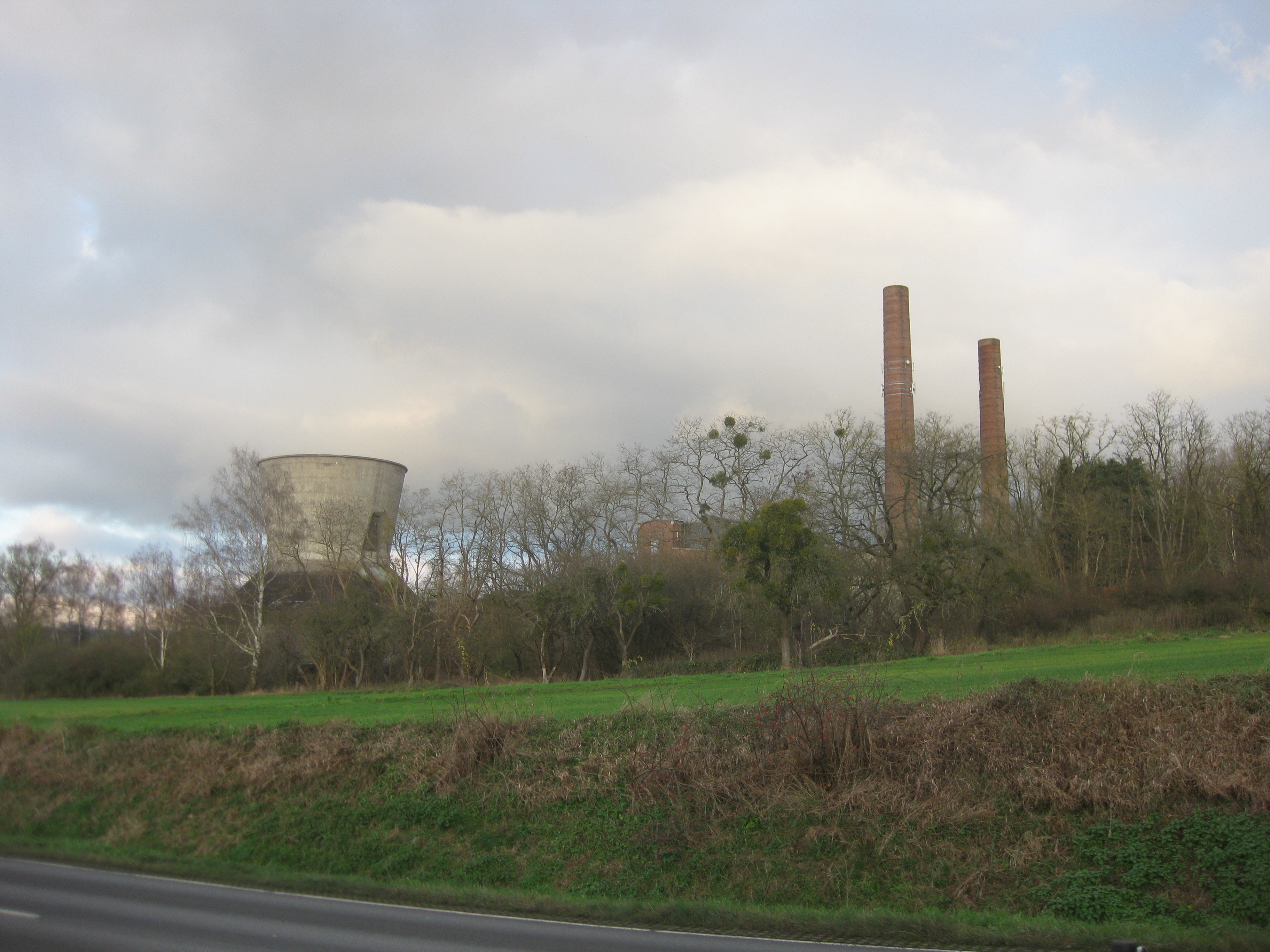
Schornsteine und Kühlturm des ehemaligen Schickert-Werkes in Rhumspringe

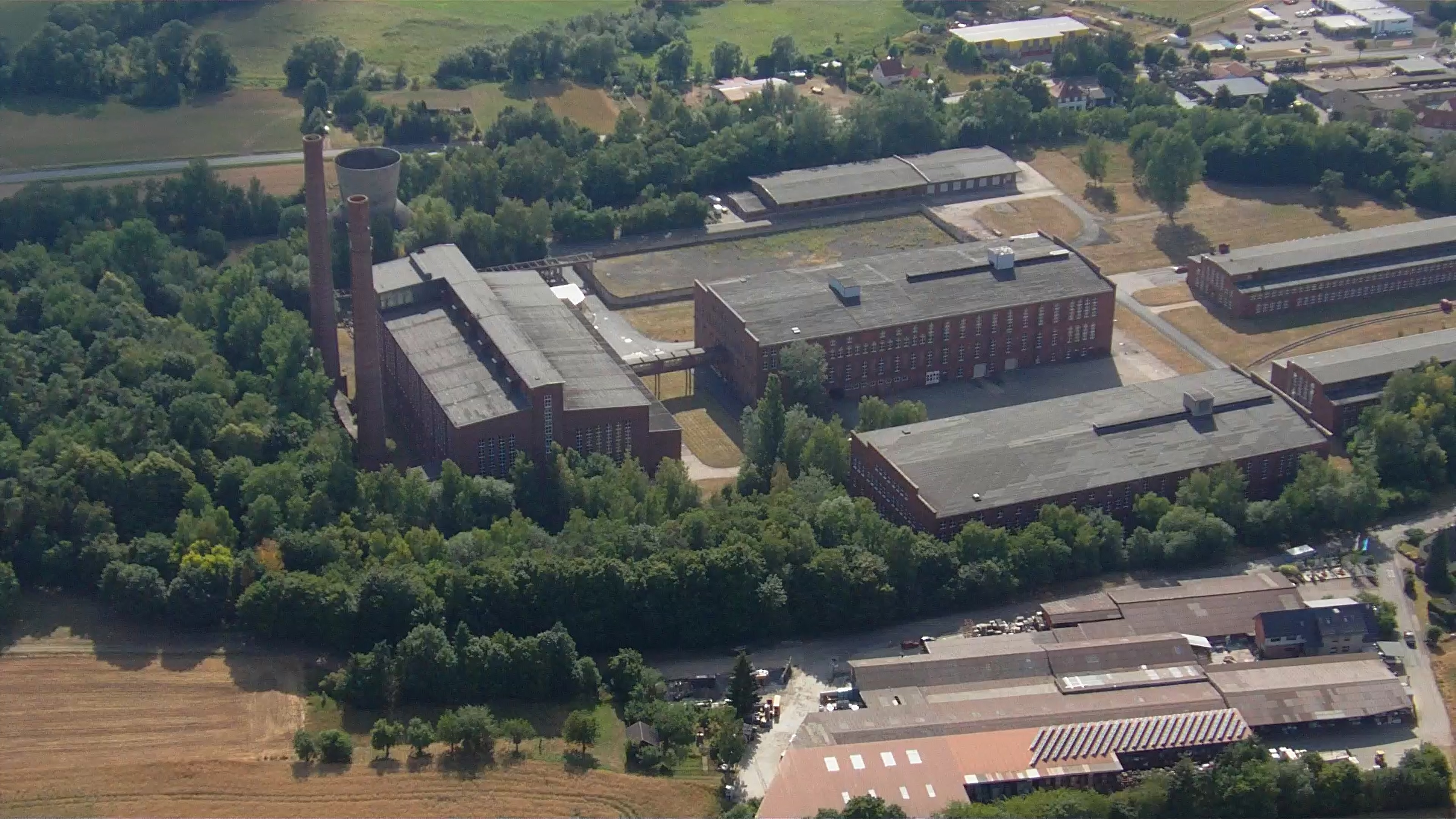
Luftbild ehemaliges Schickert-Werk Rhumspringe, 2018

Das Schickert-Werk Rhumspringe ist ein ehemaliger Zweigbetrieb des Schickert-Werkes Bad Lauterberg zur Herstellung von Wasserstoffperoxyd, Tarnname T-Stoff, in Rhumspringe. Die Produktionsaufnahme stand im März 1945 unmittelbar bevor, das Chemiewerk ging jedoch nicht mehr in Betrieb.

## Planung
Im November 1938 wurde die Otto Schickert & Co. KG (Osco) als Tochtergesellschaft der Elektrochemischen Werke München, Dr. Adolph, Pietzsch & Co. (EWM) in Berlin gegründet. Die EWM stellten Wasserstoffperoxid in großtechnischem Maßstab her. Die Aufträge zum Bau und Betrieb des Zweigwerkes in Rhumspringe ergingen 1938/1939 durch das Reichsministerium für Luftfahrt. Im Werk sollten 2100 Monatstonnen Wasserstoffperoxid in einer Konzentration von 80 – 85 % nach dem Pietzsch-Adolph-Verfahren, was die Hydrolyse von Kaliumperoxodisulfat zu Wasserstoffperoxid ist, hergestellt werden. Für die Versorgung von Wasser zur Kühlung der Elektrolyse und der Erzeugung von Wasserdampf diente die Rhumequelle. Das im Werk produzierte Wasserstoffperoxid sollte für den Start und Betrieb der V2 dienen.

## Bau
Im Oktober 1942 wurde unter Federführung der Hochtief AG mit den Bauarbeiten für das Werk in Rhumspringe begonnen. Im Werk Rhumspringe sollten, wie im Schickert-Werk Bad Lauterberg, fünf Produktionshallen errichtet werden, allerdings wurden die Pläne auf drei Hallen und die entsprechenden Hilfsgebäude zusammengestrichen. Die Produktion in Halle 1 sollte am 1. Mai 1945, in Halle 2 am 1. September 1945 und in Halle 3 am 1. März 1946 aufgenommen werden. Obwohl Ende Dezember 1944 über 1300 Personen, mehrheitlich Zwangsarbeiter, auf der Baustelle tätig waren, wurden diese Zeitvorgaben nicht annähernd eingehalten. Zum Kriegsende waren von Halle 1 lediglich die Fundamente gegossen. Die Arbeiten am zweiten Produktionsgebäude waren am weitesten fortgeschritten, so dass im Frühjahr 1945 mit dem Einbau des Maschinenparks begonnen wurde. 

## Kriegsende
Mit dem Kriegsende im Mai 1945 konnte die Herstellung von Wasserstoffperoxid jedoch nicht mehr aufgenommen werden. Die Zwangsarbeiter waren unter menschenunwürdigen Bedingungen in Baracken im benachbarten Hilkerode untergebracht, 74 von ihnen überlebten die Haftzeit nicht.  Im Zuge der Befreiung durch die Alliierten Anfang 1945 zerstörten ehemalige Zwangsarbeiter zur Vergeltung Teile der Fabrik und erschwerten damit die Inbetriebnahme zusätzlich.

## Nachkriegszeit
Zusätzlich wurde ein Kohlekraftwerk errichtet, da die Energieversorgung für das geplante Werk über die Überlandleitung nicht sichergestellt wurde. Das Kohlekraftwerk wurde ab 1949 von der Preußischen Elektrizitäts-Aktiengesellschaft in Betrieb genommen und 1972 geschlossen. Heute befinden sich auf dem Gelände mehrere kleine Unternehmen.